# Aulacodes pulchralis
Aulacodes pulchralis là một loài bướm đêm trong họ Crambidae.